# Nara Smith
Nara Aziza Smith (geborene Pellman; * 27. September 2001 in Bloemfontein, Südafrika) ist ein  deutsches Model und  Social-Media-Persönlichkeit mit Lebensmittelpunkt in den Vereinigten Staaten. Smith ist auf ihren Social-Media-Accounts für ihre Koch-Mini-Vlogs bekannt, in denen sie in extravaganter Kleidung Mahlzeiten fast vollständig selbst zubereitet und mit sanfter Stimme kommentiert. Die Gerichte werden oft von den Wünschen ihrer Kleinkinder und ihres Mannes Lucky Blue Smith inspiriert.

## Leben und Social-Media-Karriere
Smith wurde als Nara Aziza Pellman in Bloemfontein, Südafrika, als Tochter einer südafrikanischen Mosotho und eines deutschen Vaters geboren. Als sie noch ein Kleinkind war, zog die Familie nach Frankfurt am Main, wo sie den Rest ihrer Kindheit verbrachte. In einem TikTok-Video erklärte sie, dass sowohl Englisch als auch Deutsch ihre Muttersprachen sind. Smith hat zwei jüngere Geschwister, einen Bruder und eine Schwester, sowie einen Halbbruder mütterlicherseits. Mit 18 Jahren zog Smith in den US-Bundesstaat Kalifornien.
Smith begann im Alter von 14 Jahren zu modeln, nachdem sie durch die Kampagne „We Love Your Genes“ von IMG Models entdeckt worden war. Zwischen Ende 2023 und Anfang 2024 wurde Smith auf TikTok und anderen Social-Media-Plattformen bekannt, weil sie sogenannten Tradwife-Content postet. Sie bereitet darin aufwendige Mahlzeiten für ihre Familie von Grund auf zu, während sie Designerkleidung trägt. Auch ihr ungewöhnlicher Geschmack bei Babynamen sorgte für Bekanntheit, als sie mit ihrem dritten Kind schwanger wurde. Bis zum Jahr 2024 hat sie über 9 Millionen Follower auf TikTok und über 4 Millionen Follower auf Instagram gewonnen.

## Privates
Smith heiratete 2020 auf Hawaii das Model Lucky Blue Smith. Sie haben drei Kinder, Rumble Honey, Slim Easy und Whimsy Lou Smith,  und sie ist auch die Stiefmutter der Tochter Gravity ihres Mannes aus seiner früheren Beziehung mit dem Model Stormi Henley. Obwohl Smiths religiöse Zugehörigkeit zum Mormonentum kontrovers diskutiert wurde, betrachtet sie sich selbst nicht als „Hardcore-Mormonin“ und stellte klar, dass sie nicht in einem Mormonentempel geheiratet hat. Um im Tempel heiraten zu können, müssen beide Ehegatten überzeugte Mitglieder der Kirche Jesu Christi der Heiligen der Letzten Tage sein.